# Enispades angola
Enispades angola är en fjärilsart som beskrevs av George Thomas Bethune-Baker 1911. Enispades angola ingår i släktet Enispades och familjen nattflyn. Inga underarter finns listade i Catalogue of Life.